# Церква Святої Параскеви (Стефкове)
Церква Святої Параскеви і парафія у селі Стефкове були закладені 1526 року.

## Історія
На місці старої церкви з ініціативи пароха Бенедикта Калужняцького 1840 збудували з дерева орієнтовану безвежеву тридільну того ж року посвяти. Рівновисокі нава, вівтарну частину, бабинець покривають двосхилі дахи. Їхні прямокутні об'єми виконані у зрубній конструкції і покриті з боків ґонтом В інтер'єрі збереглись з середини ХІХ століття бічні вівтарі, образи, портрет донатора будови, Андрія Гірського. Окрім нього кошти надав Ласковський. Іконостас 1904 прикрашала ікона Покрови Богородиці фундації Василя Боднара (1797). Дзвіниця на церковному дворі була збудована 1906 року.
Парафія належала до Ліського деканату, а після 1-ї світової війни до Устрицького деканату УГКЦ. До парафії належала філіальна церква в с. Вільшаниці.
Після вивезення українців в 1946 до СРСР, а також в ході операції «Вісла» церква була закрита, а 1953 передана РКЦ як філіальний костел Непорочного Зачаття Діви Марії (парафія Вільшаниця). Перед бабинцем було добудовано дзвіницю.
Храм внесено до туристичних пам'яток Шляху дерев'яної архітектури Підкарпатського воєводства (маршрут 3). Відноситься до пам'яток архітектури за №A-171 z 1989-11-03